# Dinaspis chiriquiensis
Dinaspis chiriquiensis är en insektsart som beskrevs av Ferris 1942. Dinaspis chiriquiensis ingår i släktet Dinaspis och familjen pansarsköldlöss.
Artens utbredningsområde är Panama. Inga underarter finns listade i Catalogue of Life.